# Übermittlungssperre
Die im Melderegister gespeicherten Personen haben gemäß § 50 Abs. 5 und § 36 Bundesmeldegesetz das Recht, der Übermittlung ihrer Daten an bestimmte Zielgruppen zu widersprechen. Hierauf ist durch die Meldebehörde bei der Anmeldung sowie einmal jährlich durch ortsübliche Bekanntmachung hinzuweisen.

## Übermittlungssperren gegenüber Religionsgesellschaften
Öffentlich-rechtliche Religionsgesellschaften erhalten grundsätzlich Auskünfte über die im Melderegister gespeicherten Daten, wenn sie diese zur Erfüllung ihrer Aufgaben benötigen.
Diese Daten erhalten sie auch von Familienangehörigen, die nicht Mitglied derselben Religionsgesellschaft sind, soweit diese nicht nach § 42 Abs. 3 Satz 2 Bundesmeldegesetz widersprochen haben.

## Übermittlungssperren bei Alters- und Ehejubiläen
Die Meldebehörde darf bei Alters- und Ehejubiläen ihrer Bürger an Mandatsträger sowie Presse und Rundfunk auf deren Verlangen Auskunft erteilen über Familienname, Vornamen, Doktorgrad, Anschrift sowie Datum und Art des Jubiläums, soweit nicht eine Übermittlungssperre beantragt wurde. Altersjubiläen sind der 70. Geburtstag, jeder fünfte weitere Geburtstag und ab dem 100. Geburtstag jeder folgende Geburtstag; Ehejubiläen sind das 50. und jedes folgende Ehejubiläum.

## Übermittlungssperren gegenüber Parteien
Grundsätzlich ist es den Behörden gem. § 50 Abs. 2 Bundesmeldegesetz gestattet, Daten an Parteien, Wählergruppen und andere Träger von Wahlvorschlägen herauszugeben, soweit nicht eine Übermittlungssperre beantragt wurde.

## Übermittlungsperren gegenüber Adressbuchverlagen
Adressbuchverlagen darf von den Meldebehörden zu allen Einwohnern, die das 18. Lebensjahr vollendet haben, Auskunft erteilt werden über deren Familienname, Vornamen, Doktorgrad und derzeitige Anschriften, soweit nicht eine Übermittlungssperre beantragt wurde.

## Übermittlungsperren gegenüber der Bundeswehr
Das Bundesamt für das Personalmanagement der Bundeswehr erhält gemäß § 36 Abs. 1 Soldatengesetz zum 31. März den vollständigen Namen und Anschrift aller Personen, die im folgenden Jahr volljährig werden. Die Übermittlungssperre dazu ist in § 36 Bundesmeldegesetz geregelt.

## Automatisierte Auskunft über das Internet
Generell ist eine Auskunft gemäß § 49 Abs. 2 Bundesmeldegesetz auch über das Internet möglich. Ein Widerspruch ist hier nicht mehr möglich.

## Auskunftssperre
Die Auskunftssperre gemäß § 51 Abs. 1 Bundesmeldegesetz wird eingerichtet, wenn eine Gefahr für Leib und Leben der Person besteht. Sie bewirkt, dass jegliche Weitergabe der Meldedaten an nicht-öffentliche Stellen (z. B. alle privaten Stellen, aber auch ausländische Behörden) unterbleibt, sofern nach Anhörung der betroffenen Person eine Gefahr nicht ausgeschlossen werden kann.
Voraussetzung für die Eintragung dieser Auskunftssperre ist eine konkrete Gefahr für Leib und Leben des Betroffenen. Dazu reicht es beispielsweise nicht aus, dass eine Person einen riskanten Beruf ausübt oder sich von den Nachbarn beobachtet fühlt. Vielmehr muss es konkrete Hinweise auf eine Gefahr geben, wie z. B. ausgesprochene Drohungen oder sogar bereits erlebte Handgreiflichkeiten.
Des Weiteren bedarf es eines begründeten Antrages sowie geeigneter Beweismittel. Der Antrag ist an keine Form gebunden, und eine kurze Begründung ist ausreichend. Geeignete Beweismittel sind z. B. ärztliche Atteste, Gerichtsurteile oder Zeugenaussagen.

## Bedingter Sperrvermerk
Die Meldebehörde richtet gem. § 52 Bundesmeldegesetz von Amts wegen einen bedingten Sperrvermerk für derzeitige Anschriften der Personen ein, die nach ihrer Kenntnis wohnhaft sind in Krankenhäusern, Pflegeheimen oder sonstigen Einrichtungen, die der Betreuung pflegebedürftiger oder behinderter Menschen oder der Heimerziehung dienen, Einrichtungen zum Schutz vor häuslicher Gewalt (Frauen- und Männerhäusern) oder Einrichtungen zur Behandlung von Suchterkrankungen. Das Verfahren bei Auskunftsanfragen bezüglich solcher Personen entspricht dem bei Auskunftssperren.